# Žižkovská sokolovna
Žižkovská sokolovna v Praze na Žižkově stojí pod jižním svahem Vítkova v ulici Hartigova u bývalé tržnice. Od 22. prosince 2003 je chráněna jako nemovitá kulturní památka České republiky.

## Historie
Tělovýchovná jednota Sokol Žižkov byla založena roku 1872 na ustavující valné hromadě v hostinci U bílého beránka. Protože sokolové neměli vlastní prostor, cvičili po hospodách nebo školních tělocvičnách.
V roce 1889 přijal Sokol Žižkov návrh požádat městskou radu o peněžitou podporu a o darování pozemku pro stavbu sokolovny, původně na Komenského náměstí. Městská rada nakonec věnovala žižkovské jednotě pozemek na rozcestí ulic Chelčického, Karlovy a Táboritské. Roku 1895 Sokol tento pozemek prodal a za utržené peníze koupil pozemek nový, na kterém dal vystavět budovu sokolovny v novorenesančním stylu podle plánů pražského stavitele Františka Hodka.

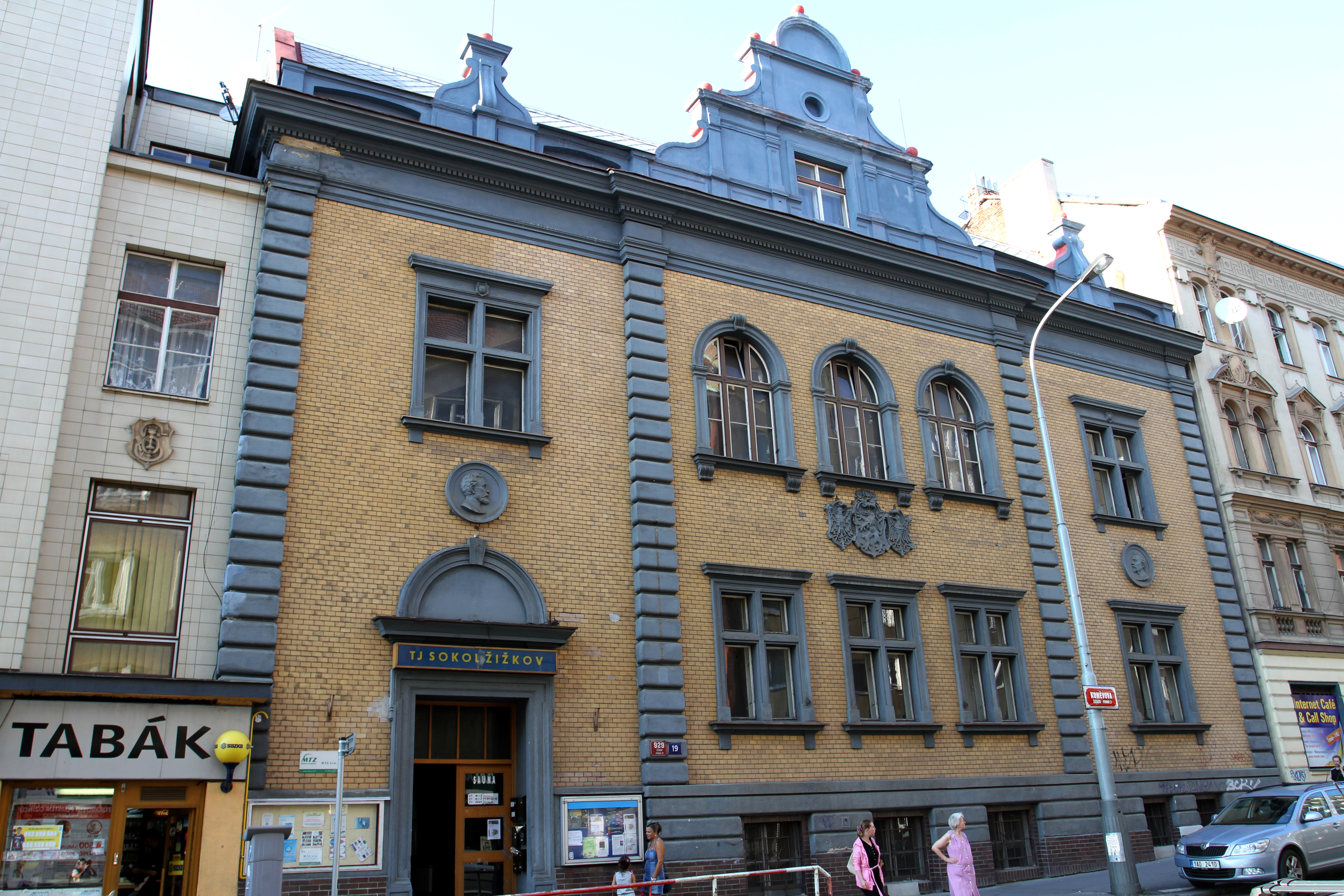
starší budova

13. září 1897 započaly práce a již  24. července 1898 byla sokolovna slavnostně dokončena; závěrečný kámen byl uložen a zapečetěná cínová schránka s pamětními předměty vezděna do otvoru v průčelí zdi vestibulu.
Na Valné hromadě 19. května 1913 se Sokol rozhodl realizovat přístavbu ke stávající sokolovně. V průběhu 1. světové války nabídl tělocvičnu Červenému kříži jako lazaret pro raněné vojáky a sokolové pro cvičení využívali opět pronajaté prostory. Po skončení války se první cvičení v sokolovně uskutečnilo 25. listopadu 1918.
V červenci 1919 zakoupil Sokol další pozemek na Vítkově pro potřeby letního cvičiště a počátkem 30. let 20. století začal s přístavbou nových prostor ke stávající budově; ty byly předány k užívání 7. října 1933. Dostavba byla původně navržena firmou Krč-Novotný-Tomka, realizována pak podle přepracování ateliérem Hrůza-Rosenberg.
Během 2. světové války byla sokolovna zabrána německou armádou a při Pražském povstání v květnu 1945 zde ošetřovali raněné. Po roce 1948 byl Sokol zrušen, ale prostory se dále využívaly ke sportu. K obnovení Sokola Žižkov I došlo až v roce 1998.

## Popis

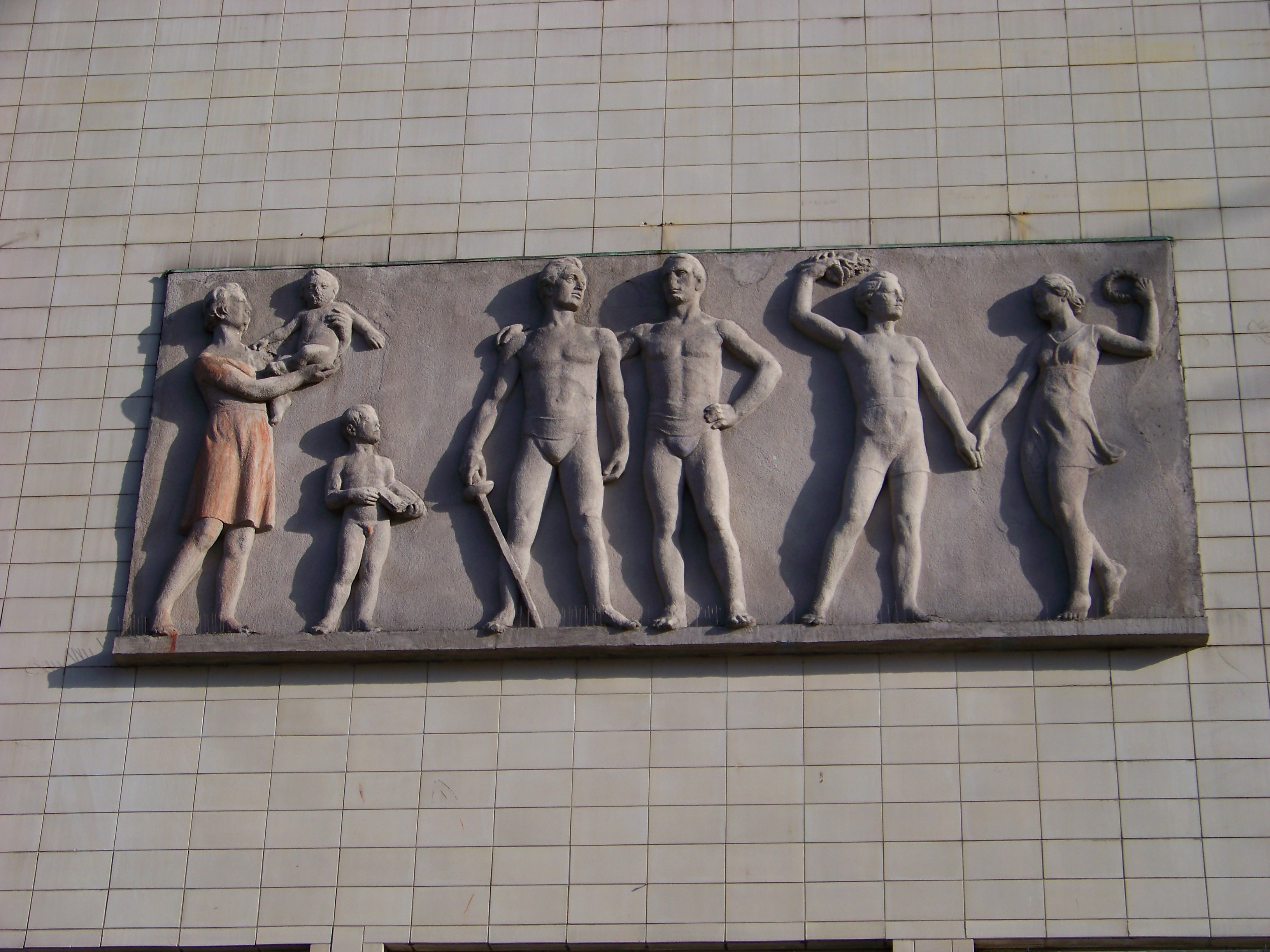
reliéf na západní zdi

Sokolovna je složena ze dvou propojených budov, z nichž novější uzavírá uliční frontu a svou úzkou boční fasádou ústí do proluky na západní straně. Hlavní fasády obou budov směřují do ulice a jsou spojeny jednoosým krčkem.
Starší budova
Starší jednopatrová obdélná budova má pětiosé průčelí se středním trojosým rizalitem. Její fasáda je v režném cihelném zdivu se štukovými architektonickými prvky. Nároží budovy a rizalitu v celé výšce fasády zdůrazňuje bosovaná lizéna. Štít s volutovými křídly, třikrát odstupněný, má ve svém středu drobné okénko; je ukončený půlkruhovým štítkem. Hlavní vstup do budovy je v levé boční ose. Rámuje jej profilovaná šambrána a ukončuje přímá římsa a slepá půlkruhová archivolta s klenákem v nadpraží. V bočních osách v úrovni prvního patra jsou umístěny kruhové medailony s portréty zakladatelů Sokola Tyrše a Fügnera, v rizalitu znak Žižkova.
Nová budova
Nová budova je dvoupatrová se vstup situovaným v uliční i boční fasádě. Její šestiosé uliční průčelí je obložené keramickým obkladem. Nad okny v rizalitu jsou umístěny čtyři reliéfy se sokolskými náměty, na šesté ose při nároží vlajková žerď a nad parterem osazen rozměrný figurální reliéf s námětem „Zdraví -síla - krása.“